# Psaliodes porcia
Psaliodes porcia är en fjärilsart som beskrevs av Druce 1893. Psaliodes porcia ingår i släktet Psaliodes och familjen mätare. Inga underarter finns listade i Catalogue of Life.